# Liga Pisarzy i Artystów Albanii
Liga Pisarzy i Artystów Albanii (alb. Lidhja e Shkrimtarëve dhe Artistëve të Shqipërisë) – albańskie stowarzyszenie zrzeszające pisarzy, artystów i krytyków sztuki, utworzone w roku 1957.

## Historia
Liga Pisarzy i Artystów Albanii powstała z połączenia działającej od roku 1945 Ligi Pisarzy (Lidhja e Shkrimtarëve) i powstałej w 1949 Ligi Artystów (Lidhja e Artistëve). Formalne połączenie miało miejsce na I kongresie organizacji, który odbył się w Tiranie w roku 1957. Początkowo organizacja liczyła 74 członków, a jej pierwszym przewodniczącym został pisarz i polityk komunistyczny - Dhimitër Shuteriqi. Siedzibą organizacji stał się zabytkowy budynek znajdujący się przy Rruga e Kavajës, w którym mieścił się poprzednio wojskowy ośrodek kultury. Kolejne kongresy Ligi odbyły się w latach 1969 i 1984.
Zadaniem Ligi, zapisanym w statucie miała być walka z przejawami reakcjonizmu i idealizmu w literaturze i sztuce. W latach 60., w okresie rewolucji kulturalnej Liga uczestniczyła w osądzaniu i dyskredytacji pisarzy, których twórczość wykraczała poza narzuconą odgórnie formułę socrealizmu. Wśród twórców potępionych przez Ligę byli: Kasem Trebeshina, Bilal Xhaferri, Vilson Blloshmi i Pjetër Arbnori. Pierwszy przewodniczący Ligi, Dhimitër Shuteriqi w 1973 został usunięty ze stanowiska pod naciskiem władz partyjnych, oskarżających pisarza o nadmierną pobłażliwość wobec tendencji liberalnych w kulturze albańskiej.
Najwyższą władzą Ligi pozostał kongres, na którym podejmowano decyzje o wyborze właściwego kierunku w działalności artystycznej. W przerwie między kongresami jego rolę pełnił Komitet Wykonawczy, który organizował plena, w czasie których dyskutowano nad kwestiami literackimi i artystycznymi. Członkowie Ligi wchodzili w skład komisji: poezji, prozy, dramatu, krytyki literackiej, muzyki i sztuk wizualnych. W większych miastach powstały lokalne struktury Ligi, skupiające lokalnych twórców. Pod patronatem Ligi wydawano czasopisma literackie (Drita, Nëntori), a także francuskojęzyczny magazyn Lettres albanaises.
Po upadku komunizmu budynek należący do Ligi został przejęty przez państwo i przekazany na siedzibę ministerstwa kultury. W październiku 2020 przeprowadzono wybory nowych władz Ligi, a jej przewodniczącym został wybrany pisarz i poeta Albi Lushi. Organizacja liczy 1300 członków.

## Przewodniczący Ligi
- 1957-1973: Dhimitër Shuteriqi
- 1973-1992: Dritëro Agolli
- 1992-1998: Bardhyl Londo
- 1998-2001: Xhevahir Spahiu
- 2001-2005: Limoz Dizdari
- 2005-2007: Zyhdi Morava
- 2007-2015: Hysen Sinani
- Albi Lushi